# Counord
André (1910-1978) et Denise Counord  sont deux résistants français, emblématiques de la résistance à l'occupation en Mayenne. André Counord (André-Eugène Cornet), a été le chef du réseau FFI (Forces françaises de l'intérieur) à Château-Gontier, dans la Mayenne.

## Biographie
Professeur de dessin au collège de Château-Gontier, il est secrétaire de la section SFIO de Château-Gontier et militant de la Ligue des Droits de l’Homme dès 1934. Il aide des réfugiés de la Guerre d’Espagne et d’Allemagne. Son épouse Denise Labat travaille aux PTT au standard téléphonique, et l'aide. 
Au cours de l'année 1942, par des contacts entre anciens mobilisés, notamment entre Counord, Robert Lemonnier et Pierre Chabrun, des groupes de résistance se mettent en place à Château-Gontier. Au même moment, Elisée Mautaint, avait déjà mission de prospecter le sud de la Mayenne. Le capitaine Counord et Robert Lemonnier rejoignent les Indépendants de la Mayenne et en septembre 1942, prennent contact avec le groupe de résistants de Sablé où ils retrouvent Victor Daum, Michel Lemore et Georget.
André Counord prit la tête du groupe de Château-Gontier: Il est composé initialement d'une dizaine de personnes dont Jean Delhommeau, Guillaumeau, Robert Lemonnier, et le gendarme Cantel. Elysée Mautaint et Ripoche (de Ménil), secrétaires de mairie instituteurs, se chargent de fournir ceux qui en avaient besoin en fausses cartes d'identité et tickets de rationnement. Pierre Chabrun, sous la direction de Counord est à la tête du groupe de Bazouges : il est composé entre autres de Paris, Marcel Saulais, et Charles Talvat.
Sa femme, par son emploi, recueille des informations pour les résistants et les Juifs. Elle est agent de renseignement et de liaison du réseau. Le couple hébergea aussi régulièrement Lucien Rubel, qu'il approvisionnait en faux papiers et ravitaillement.
Les Indépendants fusionnent avec le mouvement Libération-Nord. Le Groupe de résistance de Château-Gontier se structure.
L'activité clandestine du groupe consistait en la recherche de terrains d'atterrissage et de parachutage, de lieux où recevoir et cacher armes et munitions, en la préparation du transport de celles-ci.
André devient chef des FFI de l'arrondissement, puis du département du réseau FFI (Forces françaises de l'intérieur) en 1944. Le groupe compte environ 600 hommes à la veille du débarquement de Normandie.
André Counord et sa femme Denise ont été admis parmi les « Justes de France » dans les années 2000 pour avoir sauvé des femmes et des enfants juifs. La sœur d'André, Madeleine Counord (1913 - 1er janvier 1996), institutrice à Château-Gontier avait recueilli des enfants juifs pendant l'occupation. 
Une école et une place portent le nom d'André à Château-Gontier.

## Décorations
- Médaille de la Résistance française (décret du 14 juin 1946)[10]